# Olympische Winterspiele 1924/Teilnehmer (Kanada)
Kanada nahm an den Olympischen Winterspielen 1924 in Chamonix mit einer Delegation von zwölf Athleten in drei Sportarten teil. Das kanadische NOK hatte 13 Sportler zu den Spielen gemeldet, von denen zwölf an Wettkämpfen teilnahmen.

## Bilanz
Das Olympiateam setzte sich im Grunde aus der Eishockeymannschaft zusammen, die durch einen Eisschnellläufer und zwei Eiskunstläufern verstärkt wurde. Die Mannschaft um Kapitän Duncan Munro bestand zum größten Teil aus Spielern der Toronto Granites. Lediglich Harold McMunn (Winnipeg Falcons) und Cyril Slater (Montréal Victorias) verstärkten das Team, das hier in Chamonix überlegen den Titel von 1920 verteidigte und zum zweiten Mal Olympiasieger wurde. Keiner der Spieler von 1920 – Kanada war damals durch die Winnipeg Falcons vertreten – war auch in Chamonix vertreten. Da das olympische Turnier zugleich als zweite Weltmeisterschaft galt, wurden die Kanadier somit automatisch Weltmeister. Neben dem Erfolg der Eishockeyspieler sehen die Leistungen der Eiskunstläufer Cecil Eustace Smith und Melville Rogers sowie des Eisschnellläufers Charles Gorman recht blass aus und werden oft vergessen.

## Teilnehmer nach Sportarten

### Eiskunstlauf(2)
- Cecil Eustace Smith
Frauen (Platz 6), Paarlauf (Platz 7)
- Melville Rogers
Männer (Platz 7), Paarlauf (Platz 7)

### Eisschnelllauf(1)
- Charles Gorman
500 m (Platz 7), 1500 m (Platz 11), 5000 m (dnf), 10.000 m (dnf), Mehrkampf (dnf)

### Eishockey(9)
Eishockey-Team (Platz 6)
- Jack Cameron
- Ernie Collett
- Albert McCaffrey
- Harold McMunn
- Duncan Munro (Kapitän)
- Beattie Ramsay
- Cyril Slater
- Reginald Smith
- Harry Watson

Reserve: Louis Hudson

## Medaillen
|        | Gold | Silber | Bronze | Gesamt |
| ------ | ---- | ------ | ------ | ------ |
| Kanada | 1    | 0      | 0      | 1      |

## Medaillengewinner

### Goldmedaillen
- Eishockey: Jack Cameron, Ernie Collett, Albert McCaffrey, Harold McMunn, Duncan Munro (Kapitän), Beattie Ramsay, Cyril Slater, Reginald Smith und Harry Watson

### Silbermedaillen
- keine

### Bronzemedaillen
- keine